# HAT Group
HAT Group este o companie din România care este distribuitorul telefoanelor mobile marca Samsung.
Compania reprezintă oficial, din februarie 2003, divizia de telefoane mobile Samsung în România pentru efectuarea operațiunilor de vânzare și distribuție, serviciilor post-vânzare, promovarea mărcii și a produselor.
Cifra de afaceri în 2007: 53 milioane euro